# Коррея, Тьерри
Тьерри Рендалл Коррея (порт. Thierry Rendall Correia; род. 9 марта 1999 года, Амадора) — португальский футболист, крайний защитник клуба «Валенсия».

## Карьера
Тьерри Коррея является воспитанником академии португальского «Спортинга». С 2016 года — игрок юношеской команды клуба. Участник двух сезонов Юношеской лиги УЕФА (2016/17 и 2017/18). Суммарно провёл на турнире 10 встреч.
Выступал за юниорские и юношеские сборные команды Португалии. Вместе со сборной U-17 стал чемпионом Европы среди юниоров в 2016 году, сыграв на турнире в Азербайджане в трёх матчах. Два года спустя вместе со сборной U-19 выиграл юношеский чемпионат Европы, отыграв его полностью, будучи игроком стартового состава.

## Достижения
- Чемпион Европы (до 17 лет): 2016
- Чемпион Европы (до 19 лет): 2018